# U-21-Faustball-Europameisterschaft 1994
Die 1. Faustball-Europameisterschaft für U21-Mannschaften fand am 3. und 4. September 1994 in Salzburg (Österreich) statt. Österreich war somit der erste Ausrichter einer Faustball-Europameisterschaft der U21-Mannschaften.

## Platzierungen
| Rang | Land        |
| ---- | ----------- |
| 1.   | Deutschland |
| 2.   | Schweiz     |
| 3.   | Österreich  |
| 4.   | Tschechien  |